# Damion Davis
Damion Davis, auch Damion, D'Shawn, eigentlich Florian Renner, (* 23. September 1980 in Ost-Berlin) ist ein deutscher Rapper, Schauspieler und Filmemacher.

## Leben
Florian Renner wurde 1980 in Ost-Berlin geboren. Im Jahr 1983 zog seine Familie mit ihm für drei Jahre ins polnische Warschau.
Mit zehn Jahren bekam er seine erste Gitarre. Er schrieb einige Songs, vernachlässigte aber das Musizieren und fing mit 13 an, in einem Basketballverein zu spielen. In seiner vierjährigen Spielerlaufbahn wurde er drei Mal Landesmeister und spielte kurzzeitig im Bundesjugendkader. Parallel gründete er mit 15 seine erste Band, spielte dort Bassgitarre und sang im Hintergrund.
Im Herbst 1997 fing er an zu freestylen und Raptexte zu schreiben. Gemeinsam gründete er mit einigen Freunden die Rapcrew „Chor der Kumpane“. Er nahm seine ersten Musikstücke auf und trat unter anderem zusammen mit der RAG in Berlin auf. Im Frühjahr 1998 lernte er Asek, Ben Salomo und Floe Flex kennen, mit denen er Stammgast bei Rap am Mittwoch war. Zu dieser Zeit wurde er für eine Gastrolle in einer Fernsehserie gecastet und in einer Schauspielagentur aufgenommen. Bei einem weiteren Casting lernte er den MC Chefkoch kennen und gründete mit ihm die Micadelics.
Im Frühjahr 2001 wurde er Mitglied bei der Kaosloge, machte sein Abitur und ging für einige Zeit in die USA. Nach diversen Sampler-Beiträgen und der eigenen Kaosloge-Maxi fing er Mitte 2001 an, für sein Soloalbum zu schreiben. Außerdem stieg Damion im Frühjahr 2003 in die Nu-Metal-Band Circles per Second als Sänger und Shouter ein.
2004 erschien sein Debütalbum Kehrseite der Medaille. Im Jahr 2007 erschien das Online-Album Am Ende des Tunnels und das Damion-Davis-Album Lichtermeer zusammen mit dem 4 Megaherz Orchester. Mitte 2006 erschien sein erster eigener Film, die Berlin-Doku Drehmoment auf DVD, bei der Florian Renner sowohl Regie als auch Kamera geführt hat. In Wholetrain übernahm er seine erste Hauptrolle.
2011 war er auf dem Soundtrack zu Blutzbrüdaz auf einem Track mit Sido & B-Tight vertreten. Im März 2013 erschien die Free-Download-EP Schön Dich zu sehen. Im April 2013 folgte das Album Querfeldein. An der Single Zuhause aus der im Januar 2014 erschienenen EP Der goldene Käfig des in Berlin lebenden Rappers Mortis war Davis ebenfalls beteiligt. Des Weiteren bestritt Damion Davis im September 2014 bei RapAmMittwoch ein Battlemania Championsleague Match gegen Gregpipe, welches als „unjudged“ (ohne Sieger) bewertet wurde.
Im September 2016 erschien sein viertes Album Forever Ying über NewDEF/Wolfpack Entertainment.
2018 wirkte Davis auf dem Album Captain Fantastic von Die Fantastischen Vier mit. Während der COVID-19-Pandemie nahm er an Querdenker-Protesten teil.

## Diskografie
Alben
- 2004: Kehrseite der Medaille (als Damion)
- 2007: Lichtermeer
- 2013: Querfeldein (erschienen am 12. April 2013)
- 2016: Forever Ying

Mixtapes
- 2007: Am Ende des Tunnels
- 2008: Lampenfieber

Juice-Exclusives
- 2004: D.A.M. (Juice-Exclusive! auf Juice-CD #42)
- 2008: Walk With Us (feat. Bo Flower, Irie Révoltés, Toni-L, DJ Beware, Gentleman, Flowin' Immo und K'Rings Brothers) (Juice-Exclusive! auf Juice-CD #86)
- 2008: Ansage Ost (feat. Joe Rilla, Morlockk Dilemma, Dissziplin, Six Eastwood, Abroo, Zoit, Hammer & Zirkel und Dra-Q) (Juice-Exclusive! auf Juice-CD #90)
- 2008: Es reicht (feat. Abroo und Morlockk Dilemma) (Juice-Exclusive! auf Juice-CD #92)
- 2009: Schwarze Nelken (feat. Morlockk Dilemma) (Juice-Exclusive! auf Juice-CD #100)
- 2016: Volles Magazin (Juice-Exclusive! auf Juice-CD #135)

Freetracks
- 2007: Sparta des Nordens (feat. F.R.)
- 2011: Splashstick
- 2013: Schön Dich zu sehen EP

## Filmografie
- 2004: Muxmäuschenstill
- 2006: Drehmoment
- 2006: Wholetrain
- 2009: Lichtjahre (Doppel-DVD mit Mixtape-CD)
- 2011: Das System – Alles verstehen heißt alles verzeihen
- 2011: Blutzbrüdaz
- 2018: 4 Blocks (Fernsehserie)
- 2021: Para – Wir sind King (Fernsehserie)